# 王交
王交（1514年—？），字徵久，號龍田，浙江寧波府慈谿縣人，民籍，明朝政治人物。

## 生平
嘉靖十九年（1540年）庚子科浙江鄉試第一名（解元）。嘉靖二十年（1541年），聯捷辛丑科三甲143名進士。選翰林院庶吉士，二十二年十一月授刑科給事中，二十四年以考察降调，二十五年任廣東新会县知县，累官南京太僕寺丞。

## 家族
曾祖王濂；祖父王珫，州判官；父王嵱，知縣。母周氏。具庆下。兄王方。弟王齊、王彦、王亶。